# 座堂岛城堡
座堂岛城堡（Zamek na Ostrowie Tumskim）是弗罗茨瓦夫最古老的一座城堡，建于12-13世纪，原为皮雅斯特西里西亚系的住所，位于弗罗茨瓦夫座堂岛西部边缘。现在仅存的只有严重变形的圣玛尔定堂，以及在其他建筑物内或地面以下的一些遗迹。昔日的城堡区域，相当于今日的圣马丁街（Ulica św. Marcina）、奥得河以及ulicą Świętokrzyską街之间，位于圣马丁街10 -12号。